# Monety rosyjsko-pruskie
Monety rosyjsko-pruskie – bite w Królewcu i w Moskwie przez Rosjan, okupujących między innymi późniejsze Prusy Wschodnie, podczas wojny siedmioletniej, monety o nominałach:
- ortów (1759–1761),
- szóstaków (1759–1762),
- trojaków (1759–1762),
- dwojaków (1759–1761),
- szelągów (1759–1761),
- ½ dukata (1761),
- dukata (1761).,

przedstawiające, z wyjątkiem dwojaków i szelągów, na awersie popiersie cesarzowej Katarzyny I, a na rewersie orła pruskiego oraz znak nominału.